# Alexander Bustamante
William Alexander Clarke Bustamante (Hanover, 24 de febrero de 1884-Kingston, 6 de agosto de 1977) fue un sindicalista y político jamaicano. Ejerció como primer ministro de Jamaica desde 1962 hasta 1967, siendo el primero de un estado jamaicano independiente.

## Biografía
Nació en 1884 en Blenheim, una villa rural de la parroquia de Hanover, y fue bautizado William Alexander Clarke. Pasó su infancia en una familia numerosa y multirracial, cuyo padre, Robert Constantine Clarke, era un plantador irlandés. En 1944 se cambió de apellido mediante "deed poll", pasando a llamarse oficialmente Alexander Bustamante. El cambio de apellido se debió a que pertenecía a una familia con grandes plantaciones, y ello podría causar recelos en su salto a la política jamaicana. A finales de la década de 1920 marchó a Nueva York (Estados Unidos), donde montó un negocio de préstamo de dinero, y en 1932 regresó a Jamaica para abrir un comercio en Kingston.
En su vuelta a Jamaica, por aquel entonces una colonia del Reino Unido, Bustamante mostró públicamente su descontento con el sistema económico y social existentes en la isla. En 1938 fundó el Sindicato Industrial Bustamante y tuvo un papel destacado en las primeras huelgas contra la administración británica, a la que culpaba de no atender las necesidades de la población. Además, entró en contacto con dirigentes del Partido Nacional del Pueblo (PNP), fundado por su primo Norman Manley. Con cada vez mayor protagonismo, en septiembre de 1940 fue acusado por las autoridades de sedición y permaneció arrestado durante dos años. Poco después de salir de la cárcel, Bustamante se desligó del PNP y el 8 de julio de 1943 constituyó su propio partido político, el Partido Laborista de Jamaica (JLP).
En las elecciones de Jamaica de 1944, las primeras bajo sufragio universal, el JLP se proclamó vencedor con 22 de los 32 escaños en juego. Bustamante asumió el Ministerio de Comunicaciones (más tarde Ministro Principal) y desde ahí impulsó una serie de reformas constitucionales y económicas, basadas en el liberalismo, para obtener más autonomía gubernamental. Entre 1947 y 1948 fue también el alcalde de Kingston. En las elecciones de 1955, el JLP fue derrotado y Bustamante tuvo que ceder el puesto a Norman Manley.
Entre 1958 y 1962, Jamaica formó parte de la Federación de las Indias Occidentales. Aunque Bustamante fue en principio favorable a esta fórmula, terminó posicionándose en contra en mayo de 1960. Las razones fueron la pérdida de poder de Jamaica frente a otras islas y el carácter colonialista de la Federación. El gobierno de Manley tuvo que convocar un referéndum donde la separación fue la opción más votada, lo que supuso un triunfo personal de Bustamante. El JLP ganó las elecciones legislativas del 10 de abril de 1962 y dos meses después, el 6 de agosto, el Reino Unido reconoció la independencia de Jamaica.
Bustamante ejerció como primer ministro jamaicano desde 1962 hasta 1967, con planes para modernizar los servicios públicos e impulsar la economía nacional. En 1965, debido a sus problemas de salud, cedió todo el poder a Donald Sangster, y con 83 años decidió no presentarse a las elecciones. No obstante, siguió liderando el JLP hasta 1974. Por su contribución a la independencia de Jamaica, el gobierno le otorgó en 1969 el título de «Héroe Nacional» junto con Norman Manley, el liberacionista Marcus Garvey y los líderes de la rebelión de Morant Bay. Además, su efigie figura en todas las monedas de un dólar jamaiquino.
Bustamante falleció con 93 años el 6 de agosto de 1977 en Irish Town, a las afueras de Kingston. Sus restos fueron enterrados en el Parque de los Héroes Nacionales de la capital.